# بورجا گرنرو
بورجا گرنرو (انگلیسی: Borja Granero؛ زادهٔ ۳۰ ژوئن ۱۹۹۰) بازیکن فوتبال اهل اسپانیا است.
از باشگاه‌هایی که در آن بازی کرده‌است می‌توان به باشگاه فوتبال رکریتیوو اوئلوا و باشگاه فوتبال راسینگ سانتاندر اشاره کرد.